# Коралові поліпи
Коралові поліпи (Anthozoa) — клас примітивних морських безхребетних тварин типу кишковопорожнинних. Коралові поліпи утворюють найбільшу за кількістю підкласів і найорганізованішу групу кишковопорожнинних (кнідарій). Це морські переважно колоніальні організми, що ведуть сидячий спосіб життя. Є види, які живуть поодиноко. На відміну від гідроїдних, у коралових поліпів внутрішня порожнина розділена перегородками на камери. За розмірами вони значно більші від гідроїдних. У них відсутня зміна поколінь і медузна стадія. Є ще ряд менш помітних відмінностей.Вони живуть переважно на глибині до 20-40 м, у теплій воді (не менше 20 середньорічної температури), при солоності приблизно 3,5 ‰. Вода повинна бути чистою, але з планктоном і достатньою кількістю кисню. Окремі корали живуть на різних глибинах, іноді до 2000 м.
Колоніальні корали часто утворюють коралові рифи та навіть цілі острови. Вони живуть переважно на глибині до 20-40 м, у теплій воді (не менше
20 середньорічної температури), при солоності приблизно 3,5 ‰. Вода повинна бути чистою, але з планктоном і достатньою кількістю кисню.
Окремі корали живуть на різних глибинах, іноді до 2000 м.
Навколо ротового отвору у коралових поліпів розташований віночок яскравих щупалець, завдяки яким деякі з них зовнішнім виглядом нагадують квіти. Звідси латинська назва класу — Anthozoa (лат. Anthoz — квітка, zoon — тварина).
Більшість коралів утворює тверду вапнисту трубочку або чашечку — скелет. Всередині трубочки можуть бути радіальні перегородки — септи, а також горизонтальні перегородки — днища. Вапнисті скелети окремої особини коралів називаються коралітами.
Клас коралових поліпів поділяють на 6 підкласів: табуляти, хететиди, геліоліти, чотирипроменеві, шестипроменеві iвосьмипроменеві.